# ان‌جی‌سی ۴۷۴
ان‌جی‌سی ۴۷۴ (انگلیسی: NGC 474) نام یک کهکشان در صورت فلکی ماهی است.